# Diecezja Musoma
Diecezja Musoma – diecezja rzymskokatolicka  w Tanzanii. Powstała w 1946 jako apostolski wikariat Musoma-Maswa. Zdegradowany w 1950 do rangi prefektury apostolskiej. Diecezja od 1957.

## Biskupi diecezjalni
- Joseph Blomjous, † (1946–1950)
- Giuseppe Gerardo Grondin, † (1950–1957)
- John James Rudin, M.M. † (1957–1979)
- Anthony Mayala † (1979–1987)
- Justin Tetmu Samba † (1988–2006)
- Michael Msonganzila, od 2007